# Peleteria longipalpis
Peleteria longipalpis là một loài ruồi trong họ Tachinidae.